# Rinku Town
 (septembre 2021).
Si vous disposez d'ouvrages ou d'articles de référence ou si vous connaissez des sites web de qualité traitant du thème abordé ici, merci de compléter l'article en donnant les références utiles à sa vérifiabilité et en les liant à la section « Notes et références ».
Rinku Town (りんくうタウン, Rinkū Taun) est un quartier dans la ville d'Izumisano (préfecture d'Osaka), près de l'aéroport international du Kansai; sa construction commença au début des années 1990 et il a été inauguré en 1995.

## Géographie
Rinku Town se trouve dans la ville de Izumisano, comme une partie de l'Aéroport international du Kansai. Ils sont reliés par le pont Sky Gate Bridge R.

## Sites d'intérêt
On trouve à Rinku Town notamment 
- la Rinku Gate Tower,ainsi qu'un parc.
- Une grande roue (L'étoile de Rinku) d'une hauteur de 85m.
- Des centres commerciaux et des magasins d'usines
- Des hôpitaux
- Des universités.
- L’École de police de la préfecture d'Osaka

## Accès
On peut arriver en train de la compagnie JR West ou de la compagnie Nankai à la gare de Rinkū Town.